# Else Heims
Else Heims (née le 3 octobre 1878 à Berlin, morte le 20 février 1958 à Santa Monica) est une actrice allemande.

## Biographie
Else Heims est la fille du charpentier Ernst Heims, qui travaillait dans l'usine de chaises "Christoph Heims und Söhne", et de son épouse Joséphine Romberg. Elle est formée en comptabilité. Après avoir pris des leçons de Gustav Kober, elle est acceptée comme actrice dans l'ensemble d'Otto Brahm au Deutsches Theater en 1896, dont Max Reinhardt est également membre depuis 1894. Elle débute le 15 septembre 1897. Heims fait carrière comme actrice et accompagne la carrière de Reinhardt et de ses fondations de théâtres berlinois, comme le "Kleine Theater" et le Neue Theater, la fondation de l'académie et l'intendance du Deutsches Theater en 1905.
Else Heims et Max Reinhardt se marient en 1910 à Maidenhead. Ils ont deux fils :  Wolfgang Reinhardt (1908–1979) et Gottfried Reinhardt (1913–1994). Reinhardt avait déjà une fille illégitime Jenny d'une relation différente. En 1911, la famille emménage dans un appartement de l'Hôtel Magnus à Berlin. Même après la naissance des deux fils, elle joue sous la direction de Reinhardt. Elle est présente sur scène le 28 novembre 1919 pour l'inauguration du Großes Schauspielhaus.
En 1913, Max Reinhardt rencontre l'actrice Helene Thimig, qui a seize ans de moins que lui, pour qui il quitte la famille à l'été 1919. Else Heims-Reinhardt tente d'empêcher le divorce. Reinhardt obtient un divorce dans une Lettonie plus libérale en 1931, mais où il a dû s'y installer pendant un certain temps au préalable. Le divorce est contesté par Heims. La guerre du divorce entre Heims et Reinhardt se poursuit jusqu'en 1935, quand le fils Gottfried et l'assistance de Rudolf Kommer aboutissent à un règlement financier et, avec des obstacles, le divorce est effectif à Reno.
En raison de ce divorce, Else Heims ne voit pas beaucoup d'engagements. Elle a des rôles mineurs au cinéma. Pendant l'ère nazie, elle doit émigrer aux États-Unis via Londres. Après la Seconde Guerre mondiale, elle fait la navette entre les États-Unis et l'Europe.

## Filmographie
- 1918 : Que la lumière soit (Es werde Licht!) (3e partie) de Richard Oswald
- 1921 : Lady Hamilton
- 1928 : Die Rothausgasse
- 1931 : Meine Frau, die Hochstaplerin
- 1945 : Hôtel Berlin
- 1949 : Passion fatale